# San Giuseppe la Rena
San Giuseppe la Rena (San Giuseppi 'a Rìna in dialetto catanese) è una frazione della città di Catania, comune italiano capoluogo dell'omonima provincia.
Fa parte del VI Municipio (San Giorgio Librino - San Giuseppe La Rena Zia Lisa Villaggio Sant'Agata).

## Geografia fisica
San Giuseppe la Rena dista circa 10 km da Catania e sorge a 11 metri sul livello del mare.
Situata nella parte meridionale del territorio del capoluogo etneo, confina a nord con la i quartieri Acquicella e Tondicello della Plaia - Faro Biscari, ad ovest con Zia Lisa, Fontanarossa, Villaggio Santa Maria Goretti e Pantano d'Arci, ad est con la Plaia e il Villaggio Paradiso degli Aranci, a sud con Primosole e Vaccarizzo.
Principale arteria è la Via San Giuseppe alla Rena, il cui lungo percorso inizia da nord nei pressi del Faro Biscari all'incrocio con Via Acquicella Porto, e si conclude a sud all'incrocio con il Viale J. F. Kennedy, nel tratto che conduce verso l'Aeroporto di Catania-Fontanarossa e la Zona industriale di Catania.

## Storia
La borgata sorse intorno alla fine del XVIII secolo, a ridosso della Piana di Catania, come piccolo insediamento di abitanti dediti all'agricoltura, in particolare all'orticoltura.
Conservò la sua caratteristica di borgo rurale fino alla vigilia della seconda guerra mondiale, e in seguito mutò parzialmente il suo aspetto, anche in correlazione dello sviluppo dell'area industriale nella vicina Pantano d'Arci, e dell'aeroporto di Fontanarossa.
Dal 1995 al 2013, assieme ai quartieri limitrofi ha costituito la X Municipalità "San Giuseppe La Rena-Zia Lisa".

## Monumenti e luoghi d'interesse
Nella frazione sorge un luogo di culto cattolico, la Chiesa di San Giuseppe la Rena, eretta nel 1957, sita in via Brucoli.

## Cultura

### Istruzione
Nella frazione sorge un istituto scolastico di istruzione primaria.
Nel 1820, Giuseppe Messina, massaro di San Giuseppe la Rena, costruì e donò un cereo in onore della patrona Sant'Agata, denominato Cereo dei rinoti, che è il più antico dei tredici cerei, ed è realizzato in stile barocco.

## Economia
Borgo agricolo fino alla prima metà del XX secolo, San Giuseppe la Rena si trasformò gradualmente in area commerciale, con la costruzione di nuovi capannoni e di un ipermercato.
Fino al 2011 era presente un mercato ortofrutticolo all'ingrosso, in seguito dismesso e trasferito in contrada Junghetto (Strada Provinciale 701) con la denominazione MAAS Mercato (Mercati Agro-Alimentari Sicilia).
Nel XXI secolo, essendo l'area di transito e vicina all'aeroporto, vi è stata l'apertura di strutture ricettive alberghiere e paralberghiere.

## Infrastrutture e trasporti
La zona è regolarmente servita dai mezzi pubblici dell'AMT, e vi transitano gli autobus delle linee 524, 538.
A San Giuseppe la Rena si trova la sede di Catania dell'Azienda Siciliana Trasporti, e vi transitano i suoi mezzi delle autolinee diretti verso i comuni della provincia di Siracusa.